# Too Hot to Handle (película de 1960)
Too Hot to Handle (estrenada en Estados Unidos como Playgirl After Dark) es una película británica de cine negro, un thriller de gánsteres de 1960 dirigido por Terence Young y protagonizado por Jayne Mansfield y Leo Genn. Christopher Lee aparece en un papel secundario.

## Argumento
Johnny Solo (Leo Genn), el dueño del club nocturno Pink Flamingo en el área del Soho londinense, pelea con Diamonds Dinelli dueño del club rival (Sheldon Lawrence) y la policía. Cuando el duro empresario empieza a recibir amenazas y demandas de protección, se defiende.
La novia de Johnny, Midnight Franklin (Jayne Mansfield), una de las cabezas de cartel del club, le quiere sacar del negocio. De fondo hay un cliente sádico, una corista menor de edad, una sirena bromista que no es reacia al comercio áspero, un periodista de visita, y una bailarina que esconde su pasado.
El reportero se involucra en una escena de estriptis mientras escribe una historia sobre los clubes, y al final tiene mucho sobre lo que escribir. La competencia entre los dos clubes aumenta. Johnny se convierte en instrumento inconsciente en la muerte de la chica del coro y Midnight trata de que no sea incriminado por la policía. Los dos clubes se dirigen a un choque frontal.

## Reparto
- Jayne Mansfield como Midgnight Franklin
- Leo Genn como Johnny Solo
- Karlheinz Böhm como Robert Jouvel
- Christopher Lee como Novak
- Danik Pattison como Lilliane Decker
- Patrick Holt como inspector West
- Kai Fisher como Cynthia
- Barbara Windsor como Ponytail

## De fondo
Too Hot to Handle fue la primera película de Mansfield fuera de 20th Century Fox después de conseguir el estrellato a mediados de los años 1950. Sin embargo, en 1960 la popularidad en taquilla de Mansfield se había esfumado, y Fox la prestó (como con otros) a estudios extranjeros mientras esperaban una buena película para ella. Esta obra británica es normalmente señalada como el principio de su descenso a las producciones de bajo presupuesto.
La película fue anunciada como "una exposición del sexy, sórdido Soho, la vergüenza más grande de Inglaterra". Notoria en su día por el revelador vestuario de Mansfield en los números musicales, con mallas transparentes, con solo algunos estratégicos adornos, que causaban un efecto de desnudez creando alguna controversia, ello retrasó su estreno en Estados Unidos hasta enero de 1961, mientras los fotogramas más sexys eran plenamente mostrados en la revista Playboy. Para su estreno estadounidense, Too Hot to Handle fue retitulada Playgirl After Dark y ligeramente retocada para cumplir con los requisitos más estrictos de los censores norteamericanos. Halliwell's Film and Video Guide describe la película como "una película de gánsteres británica hilarante y podrida, ambientada en unos bajos fondos totalmente irreales y con un reparto muy incómodo."
La película se rodó en Inglaterra del 10 de agosto a octubre de 1959.
La filmación se detuvo por orden del Actors Equity cuando 100,000 libras del presupuesto fallaron. Esto fue en parte debido a la enfermedad de Sydney Box que la iba a producir. Sin embargo, la película se completó.